# バレンティン・カラフェテアヌ
バレンティン・カラフェテアヌ（Valentin Calafeteanu、1985年1月25日 - ）は、ルーマニアの元ラグビーユニオン選手。

## プロフィール
- ルーマニア・ブカレスト出身。
- ポジションはスクラムハーフ(SH)。
- 身長 182cm、体重 87kg
- ルーマニア代表通算キャップ数は100。
- ラグビーワールドカップ2007・ラグビーワールドカップ2011・ラグビーワールドカップ2015のルーマニア代表に選ばれた[1]。

## 略歴
ディナモ・ブクレシュティ、ティミショアラ・サラセンズを経て、2017年、CSMブカレストに加入。
2019年、現役を引退してU20ルーマニア代表のスキルコーチに就任した。